# Ariopsis assimilis
Ariopsis assimilis är en fiskart som först beskrevs av Günther, 1864.  Ariopsis assimilis ingår i släktet Ariopsis och familjen Ariidae. Inga underarter finns listade i Catalogue of Life.